# 景山后街
39°55′42″N 116°23′47″E / 39.928407°N 116.3965268°E
景山后街是位于中国北京市西城区东北部的一条大街。

## 简介
景山后街东起景山东街，西到景山西街。因位于景山的后部，清朝末年称“景山后大街”，中华民国时期未变。1965年，更名为“景山后街”。